# 1945.
◄ | 19. stoljeće | 20. stoljeće | 21. stoljeće | ►
◄ | 1910-ih | 1920-ih | 1930-ih | 1940-ih | 1950-ih | 1960-ih | 1970-ih | ►
◄◄ | ◄ | 1942. | 1943. | 1944. | 1945. | 1946. | 1947. | 1948. | ► | ►►
Arhitektura • Astronautika • Astronomija • Biologija • Film • Fotografija • Glazba • Kazalište • Kemija • Kiparstvo • Knjige • Književnost • Kršćanstvo • Meteorologija • Medicina • Planinarstvo • Politika • Pravo • Promet • Slikarstvo • Strip • Šport • Televizija • Znanost • Zrakoplovstvo • Željeznički promet

## Događaji
- 4. veljače – Održana mirovna konferencija na Jalti (Krim).
- 12. travnja – Umro predsjednik SAD-a Franklin Delano Roosevelt, na dužnost stupio Harry S. Truman.
- 28. travnja – Kapitulirale njemačke postrojbe u Italiji; pogubljenje Mussolinija.
- 30. travnja – Adolf Hitler počinio samoubojstvo.
- travanj/svibanj – raspad NDH, povlačenje Hrvatskih oružanih snaga prema Austriji.
- 1. svibnja – Jugoslavenska 4. Armija ulazi u Trst.
- 2. svibnja – Postrojbe Crvene armije zauzele su Berlin.
- 8. svibnja – Treći Reich proglasio kapitulaciju.
- 9. svibnja – Partizanske trupe ulaze u Zagreb.
- 4. lipnja – U Zagrebu održan jedini razgovor između Tita i Stepinca.
- 4. lipnja – Vojska SAD-a ušla u Rim.
- 1. srpnja – Saveznici podijelili Njemačku na okupacijske zone.
- 16. srpnja – Ispitivanje i detonacija prve Atomske bombe u pustinji u SAD-u, poznat kao "Trinity test".
- 17. srpnja – Konferencija u Potsdamu.
- 6. kolovoza – SAD bacio atomsku bombu imena "Little Boy" na Hiroshimu u Japanu.
- 9. kolovoza – SAD bacio atomsku bombu imena "Fat Man" na Nagasaki u Japanu.
- 11. kolovoza – Žene formalno dobile pravo glasa u Hrvatskoj, u okviru Jugoslavije.
- 15. kolovoza – Japanski car Hirohito objavio predaju Japana.
- 2. rujna – Kapitulacija Japana. Potpisana je na američkom ratnom brodu Missouri. Time je završio Drugi svjetski rat.
- 24. listopada – Utemeljeni Ujedinjeni narodi.
- 29. studenoga – Josip Broz Tito postao premijerom, a Ivan Ribar prvim predsjednikom Socijalističke Federativne Republike Jugoslavije.
- Počeo je izlaziti časopis za kliničku psihologiju Journal of Clinical Psychology.

## Rođenja

### Siječanj – ožujak
- 1. siječnja – Ivica Percl, hrvatski pjevač († 2007.)
- 2. siječnja – Slobodan Praljak, hrvatski general († 2017.)
- 19. siječnja – Dragan Holcer, hrvatski nogometaš († 2015.)
- 22. siječnja – Christoph Schönborn, austrijski kardinal
- 28. siječnja – Helga Vlahović, hrvatska novinarka, televizijska producentica i voditeljica († 2012.)
- 4. veljače – Veronika Durbešić, hrvatska kazališna, filmska i televizijska glumica († 2020.)
- 5. veljače – Bob Marley, jamajkanski reggae glazbenik († 1981.)
- 9. veljače – Mia Farrow, američka glumica
- 14. veljače – Ivan Adam II., aktualni lihtenštajnski knez
- 20. veljače – Mato Crkvenac, hrvatski ekonomist i političar
- 4. ožujka – Femi Benussi, hrvatsko-talijanska glumica
- 5. ožujka – Meral Çetinkaya, turska glumica
- 26. ožujka – Joseph Schlessinger – židovski biokemičar

### Travanj – lipanj
- 2. travnja – Linda Hunt, američka glumica
- 3. travnja – Gary Sprake, engleski nogometni vratar
- 15. travnja – Stanislav Bašić, hrvatski književnik
- 16. travnja – Gojko Šušak, hrvatski političar († 1998.)
- 25. travnja – Lorenzo Montecalvo, talijanski svećenik i pisac († 2021.)
- 13. svibnja - Boris Ćiro Gašparac, hrvatski pjevač
- 14. svibnja – Yochanan Vollach, izraelski nogometaš
- 19. lipnja – Aung San Suu Kyi, mijanmarska političarka

### Srpanj – rujan
- 6. srpnja – Çetin Tekindor, turski glumac
- 10. srpnja – Zlatko Tomčić, hrvatski političar
- 14. srpnja – Antun Vujić, hrvatski političar i leksikograf
- 21. srpnja – Krste Juras, hrvatski brodograđevni stručnjak, pjesnik i tekstopisac
- 9. kolovoza – Igor Mrduljaš, hrvatski teatrolog i kazališni kritičar († 2013.)
- 14. kolovoza – Steve Martin, američki glumac, producent, komičar
- 22. kolovoza – David Chase, američki scenarist, redatelj i producent
- 8. rujna – Kardinal Vinko Puljić, nadbiskup metropolit vrhbosanski

### Listopad – prosinac
- 23. listopada – Hugh Fraser, britanski glumac
- 11. studenoga – Daniel Ortega, nikaragvanski političar i predsjednik
- 21. studenoga – Goldie Hawn, američka glumica
- 1. prosinca – Bette Midler, američka glumica, komičarka i pjevačica
- 20. prosinca – Branko Supek, hrvatski glumac († 2003.)

## Smrti

### Siječanj – ožujak
- 22. siječnja – Else Lasker-Schüler, njemačka književnica (* 1869.)
- 10. veljače – Janko Rakuša, hrvatski glumac (* 1901.)
- ožujak – Anne Frank, autorica poznatog "Dnevnika Anne Frank" (* 1929.)

### Travanj – lipanj
- 12. travnja – Franklin Delano Roosevelt, američki političar (* 1882.)
- 18. travnja – Albert Haler, hrvatski estetičar, esejist, kritičar, književni povjesničar (* 1883.)
- 22. travnja – Käthe Kollwitz, njemačka likovna umjetnica (* 1867.)
- 28. travnja – Benito Mussolini, talijanski diktator (* 1883.)
- 30. travnja – Adolf Hitler, njemački državnik, nacist i diktator Trećeg Reicha (* 1889.)
- 1. svibnja – Fran Binički, hrvatski svećenik, pisac (* 1875.)
- 1. svibnja – Jerry Mandy, američki glumac (* 1892.)
- 15. svibnja – Geralda Jakob, hrvatska katolička redovnica (* 1906.)
- 26. svibnja – Pavao Ivakić, hrvatski svećenik (* 1909.)
- 6. lipnja – Vladimir Arko, hrvatski poduzetnik (* 1888.)
- 29. lipnja – Philipp Popp, zagrebački evangelički biskup (* 1893.)

### Srpanj – rujan
- 20. srpnja – Paul Valéry, francuski književnik (* 1871.)
- 12. kolovoza – Karl Leisner, njemački katolički svećenik (* 1915.)
- 31. kolovoza – Stefan Banach, poljski matematičar (* 1892.)
- 26. rujna – Béla Bartók, mađarski skladatelj i pijanist (* 1881.)

### Listopad – prosinac
- 1. studenoga – Lovrenc Barilić, pisac i svećenik gradišćanskih Hrvata (* 1865.)
- 17. studenoga – Dominik Barač, hrvatski dominikanac, sociolog (* 1912.)

### Nepoznat datum smrti
- Sibe Miličić, hrvatski i srpski pjesnik (* 1886.)

## Nobelova nagrada za 1945. godinu
- Fizika: Wolfgang Pauli
- Kemija: Artturi Ilmari Virtanen
- Fiziologija i medicina: Alexander Fleming, Ernst Boris Chain i Howard Walter Florey
- Književnost: Gabriela Mistral
- Mir: Cordell Hull

## Vanjske poveznice
|  | Zajednički poslužitelj ima još gradiva o temi 1945. |